# Plac Grunwaldzki w Bytomiu
Plac Grunwaldzki (niem. Friedrich-Wilhelm-Platz, nast. Friedrich-Wilhelm-Ring) – plac w Śródmieściu Bytomia, na północ od bytomskiego Rynku.

## Historia
Początki zagospodarowywania tego terenu datuje się na XI wiek. Przypuszcza się, iż w tym miejscu znajdował się zamek będący rezydencją Piastów bytomskich wybudowany w latach 1281–1282. W 1355, po śmierci ostatniego z rodu, właścicielami Bytomia stali się najbliżsi krewni: Piastowie oleśniccy i Piastowie cieszyńscy. Zamek, po długich sporach został podzielony w 1369 na dwie części, stopniowo niszczał i z czasem został rozebrany.
Na pierwszych planach miasta z 1750, na miejscu obecnego placu znajdował się teren do nauki jazdy konnej nazywany „Reitschule” zajmowany przez garnizon kawalerii pruskiej. Najpóźniej w 1870 plac otrzymał nazwę Friedrich-Wilhelm-Platz, zmieniony w następnym stuleciu na Friedrich-Wilhelm-Ring na cześć zmarłego w 1861 roku króla Prus Fryderyka Wilhelma IV.
W 1809 we wschodniej części placu wybudowana została synagoga, jednak już sześćdziesiąt lat później rozpoczęła się jej rozbiórka ze względu na zbyt małą pojemność. Na jej miejscu, po trzech latach od zburzenia poprzedniej, powstała, otwarta 2 grudnia 1869 roku, nowa synagoga wykonana przez miejscowego budowniczego Paula Jackischa. Oprócz niej przy placu znajdował się m.in. Instytut Medyczny Juliusza Hansela, browar Józefa Stunza (w obecnej kamienicy przy ul. Podgórnej 5) oraz hotel Hamburger Hof (Podgórna 6).
9 listopada 1938, podczas kryształowej nocy, synagoga wraz z zapleczem została spalona. Pozostałe zabudowania nie zostały zniszczone podczas II wojny światowej, jednak kilka kamienic zostało rozebranych ze względu na szkody górnicze.
W 1945 plac zmienił nazwę na Grunwaldzki. Do dziś z pierwotnej, przedwojennej, zabudowy pozostały trzy budynki z pierzei północnej i trzy z południowej. W pierzei wschodniej w latach 50. XX wieku wybudowano czteropiętrowy dom, natomiast w zachodniej, znajdującej się obecnie na ul. Podgórnej, trzypiętrowy budynek. Środek placu zajmuje skwer z ławkami i zegarem słonecznym.
W 2007 na miejscu dawnej synagogi umieszczona została tablica pamiątkowa.

## Galeria

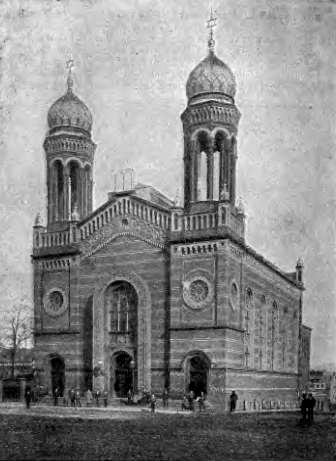
Synagoga na placu (1904)
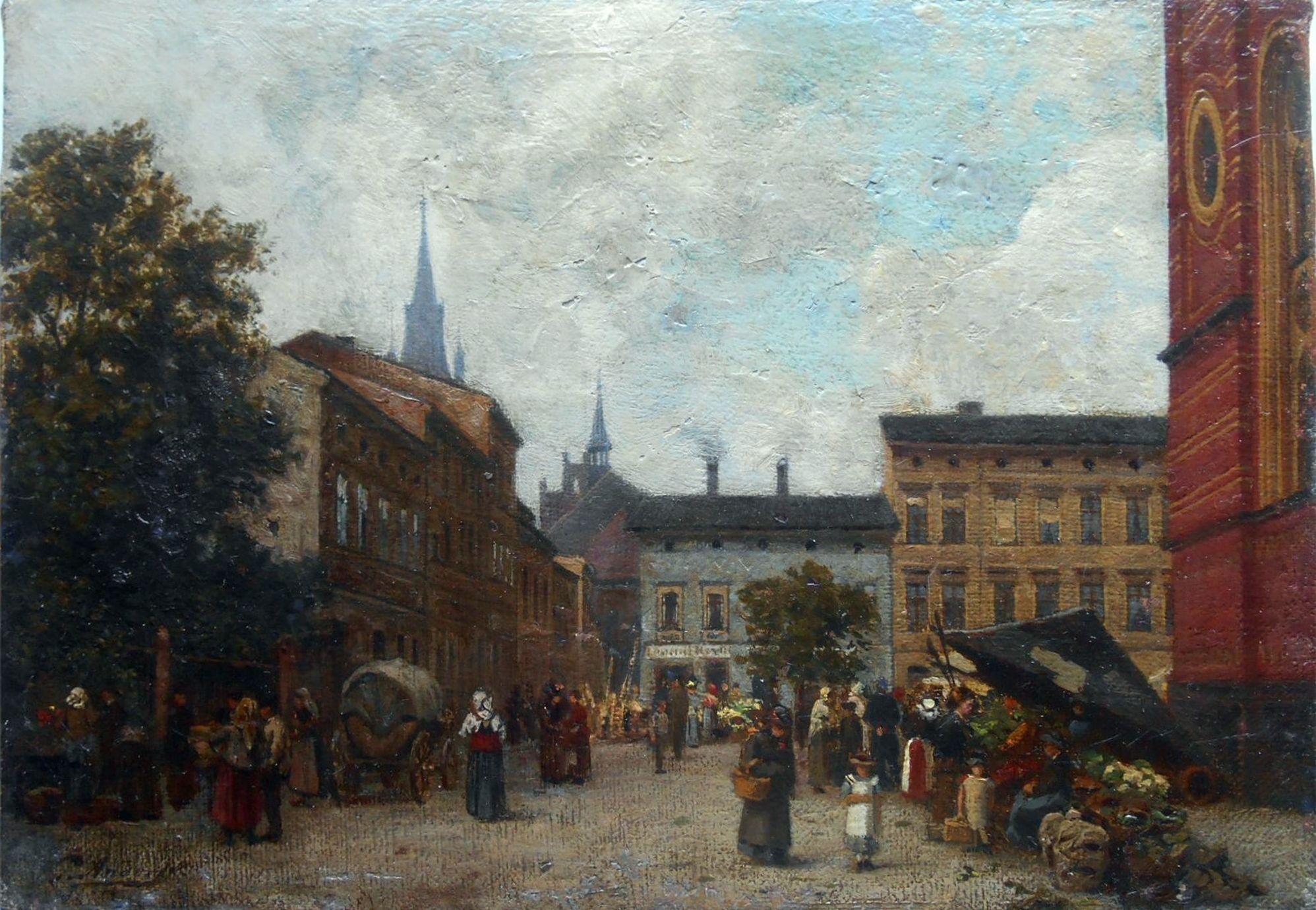
Targowisko na placu, obraz Paula Andorffa (przed 1921)
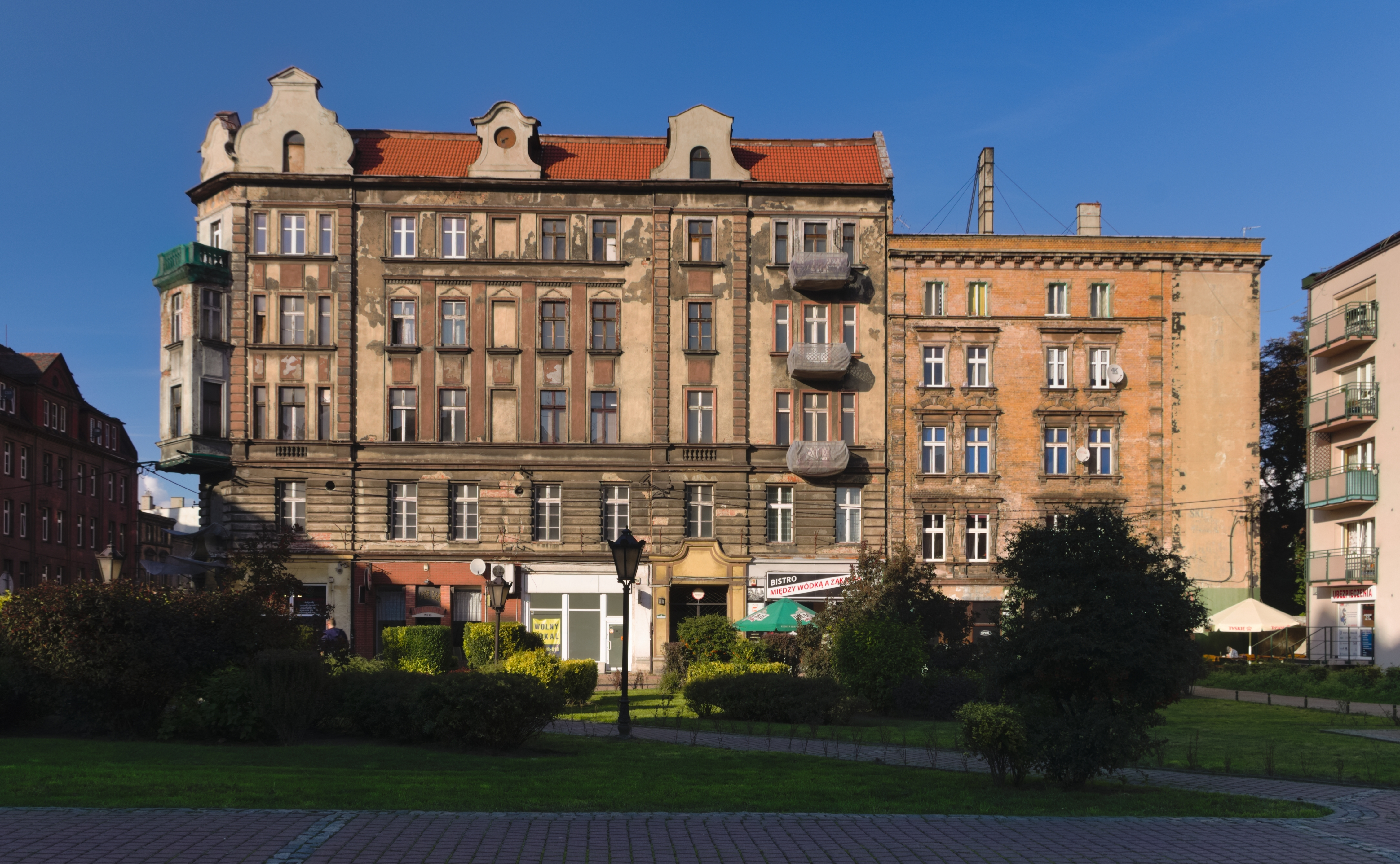
Pierzeja północna (2020)
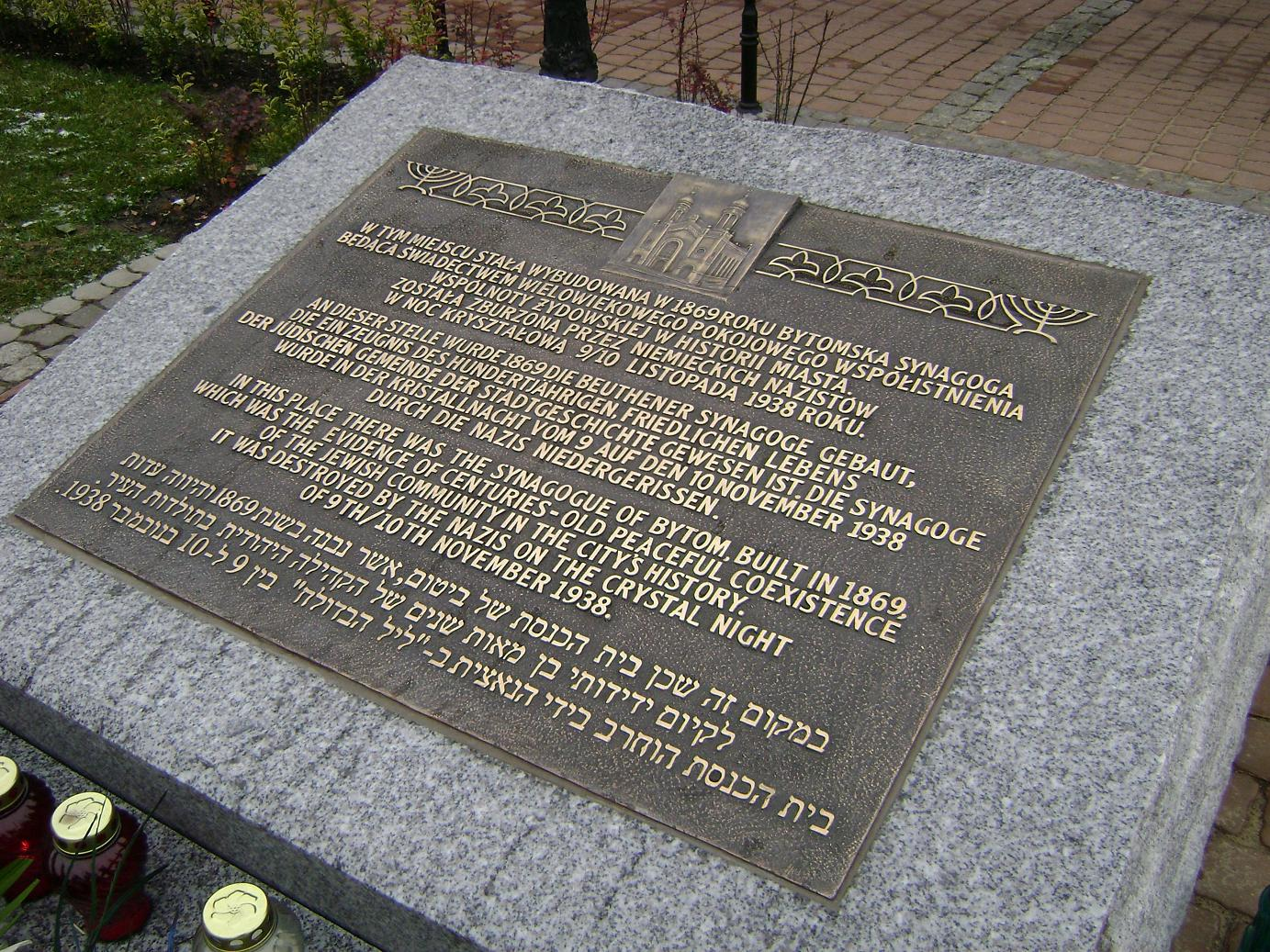
Tablica pamiątkowa poświęcona synagodze (2007)